# Ksenija Panteljejewa
Ksenija Hennadijiwna Panteljejewa (ukrainisch Ксенія Геннадіївна Пантелєєва; englische Transkription Kseniya Pantelyeyeva; * 11. Mai 1994 in Lwiw) ist eine ukrainische Degenfechterin.
Panteljejewa errang bei den Weltmeisterschaften 2015 in Moskau zusammen mit Olena Krywyzka, Anfissa Potschkalowa und Jana Schemjakina die Bronzemedaille im Degen-Mannschaftswettbewerb. Ohne größere Erfolge nahm sie zudem an den Olympischen Sommerspielen 2012 in London sowie 2016 in Rio de Janeiro teil.